# 松川昇太郎
松川 昇太郎（まつかわ しょうたろう、1904年 - 1976年）は、英語語学者、神奈川県立湘南中学校（現・県立湘南高校）在任中同僚の蟹江忠彦、加藤寿雄らと「湘南プラン」と呼ばれる授業を行った。1947年藤沢市立第一中学校初代校長。後、神奈川大学。

## 経歴
- 1904年、東京浅草生
- 東京高等師範学校の臨時教員養成所を卒業。
- 1931年（昭和6年） 文部省高等教員検定試験英語科合格
- 神奈川県立湘南中学校（現・県立湘南高校）教員
- 1947年 藤沢市立第一中学校初代校長
- 1953年 湘南高等学校第4代校長
- 神奈川大学外国語学部

## 著書
- 『実力完成 受験英作文法』清水書院、1949年

## 論文
- 松川昇太郎「Robynson訳UTOPIA--文法覚書」『人文研究』第26号、神奈川大学人文学会、1964年2月、ISSN 0287-7074、NAID 40001961827。
- 松川昇太郎「Robynson訳UTOPIA--文法覚書(補遺)」『人文研究』第30号、神奈川大学人文学会、1965年6月、ISSN 02877074、NAID 40001961849。
- 松川昇太郎「Erasmusの描いたThomas More像」『人文研究』第41号、神奈川大学人文学会、1968年12月、1-50頁、ISSN 02877074、NAID 40001961893。
- 松川昇太郎「William Roper:Life of Thomas More」『人文研究』第46号、神奈川大学人文学会、1970年12月、1-13頁、ISSN 02877074、NAID 40001961908。
- ローパー W., 松川昇太郎「トマス・モア伝〔Hitchook博士校訂版による〕-1-」『人文研究』第47号、神奈川大学人文学会、1971年2月、1-28頁、ISSN 02877074、NAID 40001961916。